# Try Anything Once
Try Anything Once è il primo album in studio da solista di Alan Parsons, pubblicato nel 1993 dalla Arista Records.

## Descrizione
Dopo lo scioglimento del The Alan Parsons Project, avvenuto dopo la pubblicazione dell'album Freudiana nel 1990, e dopo essere rientrato dalla California, dove si era trasferito con la famiglia per quasi un anno, Alan Parsons realizza un nuovo studio di registrazione privato, il Parsonics, dove dall'ottobre del 1992 all'agosto del 1993 registra il nuovo album con cui inizia la sua attività da solista, e con il solo nome "Alan Parsons".
Try Anything Once viene pubblicato il 26 ottobre del 1993 ma non raggiunge i risultati sperati entrando nella top cento solo in Germania e nei Paesi Bassi.

### Formazione

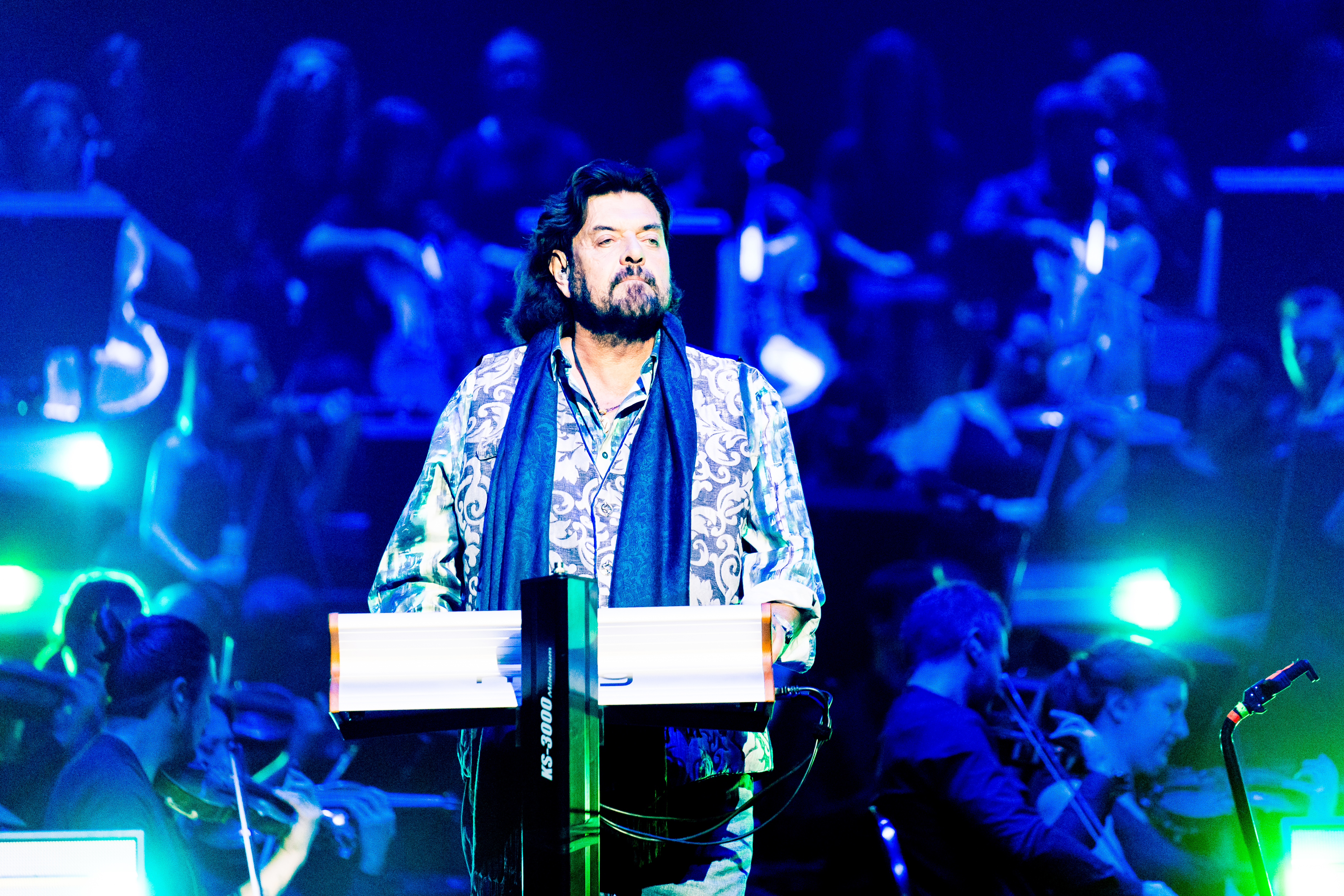
Alan Parsons al Night of the Proms nel 2019.

Alan Parsons convoca per il suo primo album da solista quasi tutti suoi ex collaboratori del The Alan Parsons Project, mantenendo quella continuità che garantisce l'ottima resa qualitativa dell'album. Alla batteria Stewart Elliott, che aveva esordito in Pyramid nel 1978 per poi proseguire in tutti gli album successivi. Ian Bairnson alle chitarre, vera pietra miliare del Project presente in tutti gli album fin dal primo del 1976. Richard Cottle ai sintetizzatori e sassofono, presente negli ultimi quattro album del Project, da Vulture Culture del 1985 a Freudiana del 1990. Andrew Powell che si presta non solo come direttore di orchestra ma anche come musicista alle prese con sintetizzatori, pianoforte, basso e chitarre. Powell aveva partecipato a tutta la produzione del Project salvo che nell'album Vulture Culture.
Come cantanti Parsons convoca due suoi ex collaboratori, David Pack che canta in tre brani ed aveva fatto parte del Project nel 1976 come chitarrista in The Raven nell'album Tales of Mystery and Imagination, ed Eric Stewart che ne canta due, che aveva cantato due brani anche nel 1990 in Freudiana. Gli altri due cantanti sono new entry Chris Thompson, che dal 1975 al 1986 era stato il cantante e chitarrista del gruppo rock Manfred Mann's Earth Band, e Jaqui Copland ex corista dei Duran Duran.

## Copertina e grafica
Il design dell'album è a cura di Storm Thorgerson, che aveva già curato per Parsons quasi tutte le copertine del The Alan Parsons Project.

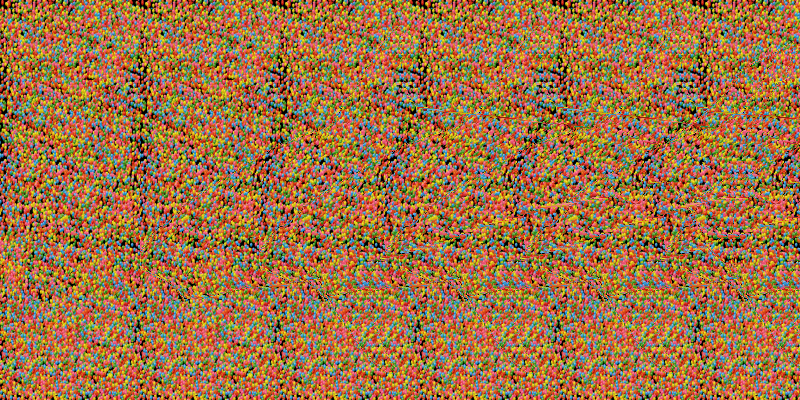
Esempio di autostereogramma, similare a quelli inseriti nell'album da Alan Parsons.

Innovativa per l'epoca fu l'utilizzo degli Autostereogramma, Parsons li inserì in una pagina del booklet, sul cd e su di uno dei bordi della custodia porta cd. Talmente innovativi che non avendo però messo alcuna spiegazione su cosa fossero e come utilizzarli, molti acquirenti pensarono si trattasse solo di motivi ornamentali.

## Tracce[4]
Edizioni musicali Arista Records.
1. The Three Of Me – 5:32 (David Pack, Andrew Powell) – Voce: David Pack • Batteria: Stuart Elliott • Chitarra basso e sintetizzatore: Andrew Powell • Chitarre: Ian Bairnson • Sintetizzatore: Richard Cottle • Violini: Graham Preskett
2. Turn It Up – 6:13 (Ian Bairnson) – Voce: Chris Thompson • Batteria: Stuart Elliott • Chitarre, basso, sintetizzatore e cori: Ian Bairnson • Sintetizzatore: Richard Cottle • Sintetizzatore e cori: Alan Parsons • Cori: Jacqui Copland
3. Wine From The Water – 5:43 (Alan Parsons, Ian Bairnson) – Voce: Eric Stewart • Basso e cori: Alan Parsons • Chitarre e cori: Ian Bairnson • Pianoforte elettrico: Andrew Powell • Batteria: Stuart Elliott • Sintetizzatore: Richard Cottle
4. Breakaway (Strumentale) – 4:07 (Alan Parsons) – Sassofono e sintetizzatore: Richard Cottle • Sintetizzatore: Alan Parsons • Chitarre e basso: Ian Bairnson • Batteria: Stuart Elliott • Autoharp: Andrew Powell
5. Mr Time – 8:17 (Stuart Elliott, Jaqui Copland, Julie Driscoll) – Voce: Jacqui Copland • Batteria e sintetizzatore: Stuart Elliott • Chitarre e sintetizzatore: Ian Bairnson • Pianoforte: Andrew Powell • Chitarre acustiche: Alan Parsons • Sintetizzatore: Richard Cottle
6. Jigue (Strumentale) – 3:24 (Alan Parsons, Andrew Powell) – Sintetizzatore: Alan Parsons • Fiddle e Mandolino: Graham Preskett • Basso e sintetizzatore: Andrew Powell • Batteria: Stuart Elliott • Chitarre: Ian Bairnson • Sassofono: Richard Cottle
7. I'm Talkin' To You – 4:38 (David Pack, Andrew Powell) – Voce e chitarre: David Pack • Basso e sintetizzatore: Andrew Powell • Batteria: Stuart Elliott • Chitarre armoniche: Ian Bairnson • Sintetizzatore: Richard Cottle • Chitarre: Jeremy Parsons • Chitarre acustiche: Alan Parsons
8. Siren Song – 5:01 (Ian Bairnson, Frank Musker) – Voce: Eric Stewart • Chitarre, basso, pedal steel: Ian Bairnson • Batteria: Stuart Elliott • Sintetizzatore: Richard Cottle
9. Dreamscape (Strumentale) – 3:01 (Alan Parsons) – Chitarra: Ian Bairnson • Sintetizzatore: Richard Cottle
10. Back Against The Wall – 4:38 (Ian Bairnson) – Voce: Chris Thompson • Chitarre, basso e sintetizzatore: Ian Bairnson • Batteria: Stuart Elliott • Sintetizzatore: Richard Cottle • Cori: Jacqui Copland
11. Re-Jigue (Strumentale) – 2:28 (Alan Parsons, Andrew Powell) – The Philharmonia Orchestra arrangiata e diretta da: Andrew Powell • Basso e pianoforte: Andrew Powell • Batteria: Stuart Elliott • Chitarra: Ian Bairnson
12. Oh Life (There Must Be More) – 6:34 (David Pack, Alan Parsons) – Voce, sintetizzatore e chitarre: David Pack • Flauto e sintetizzatore: Alan Parsons • Batteria: Stuart Elliott • Pianoforte: Andrew Powell

Durata totale: 59:36

## Analisi

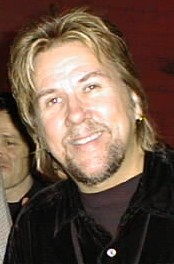
David Pack nel 2000. In Try Anything Once canta in tre brani The Three Of Me, I'm Talkin' To You e Oh Life (There Must Be More).

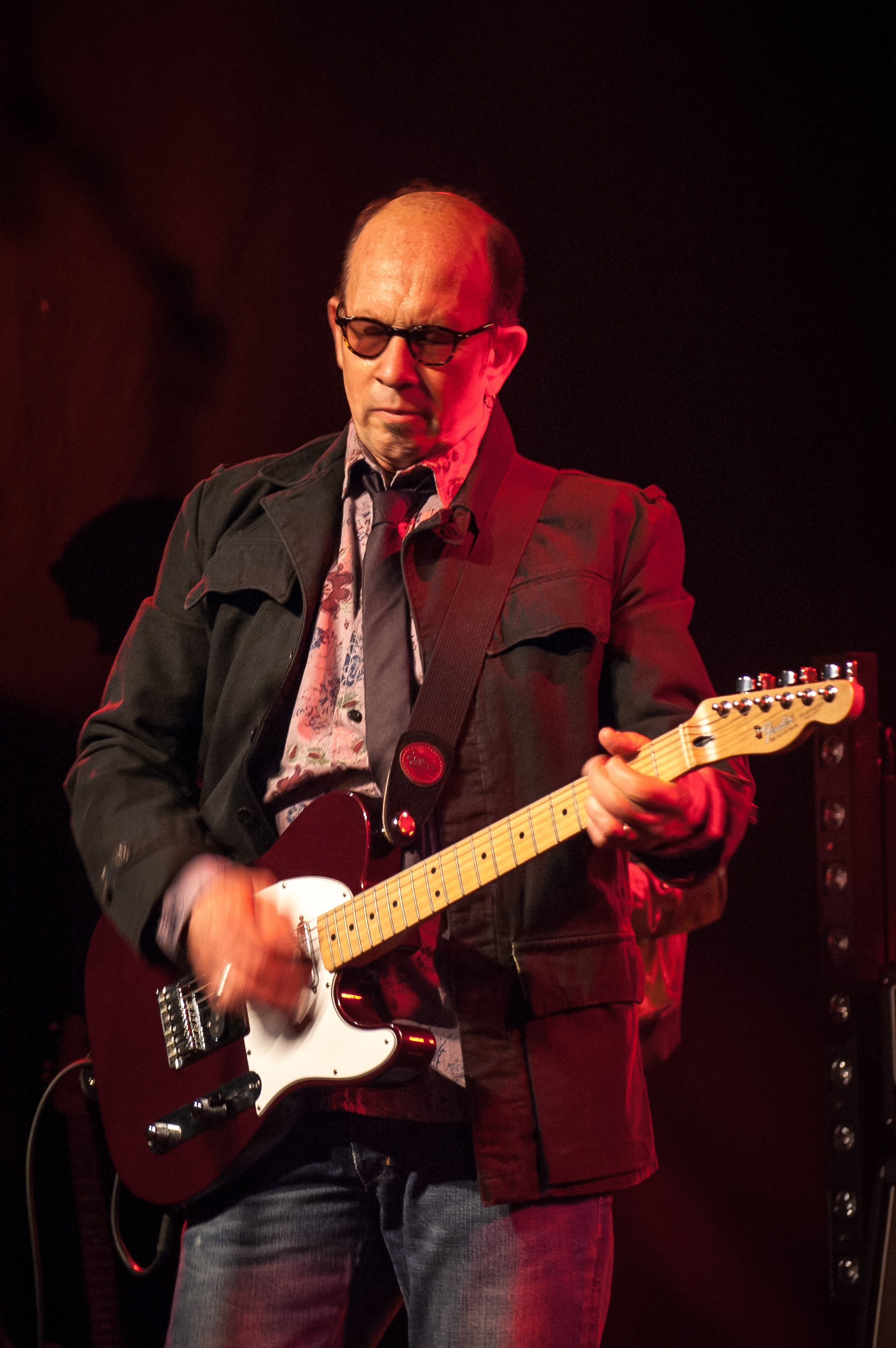
Chris Thompson nel 2008. In Try Anything Once canta due brani Turn It Up e Back Against The Wall.

The Three Of MeIl brano cantato da David Pack è l'incipit dell'album che ripresenta ai fan Parsons dopo lo scioglimento del Project. Nel brano viene potentemente espressa l'esperienza di Parsons nel presentare un brano con cambi di ritmo, ampio panorama di effetti sonori ed impeccabile ingegneria musicale nella fase di registrazione.
Turn It UpIl vero è proprio capolavoro di Ian Bairnson che non solo è autore con Parsons del brano ma esprime l'apice della sua professionalità suonando il basso, le chitarre ed i sintetizzatori. Il brano cantato da Chris Thompson riprende i canoni della produzione del The Alan Parsons Project con gli strumenti che ricreano atmosfere cinematografiche. Sempre di richiamo allo stile del Project è la pausa musicale a metà brano che riporta gradualmente l'ascoltatore al potente ritornello.

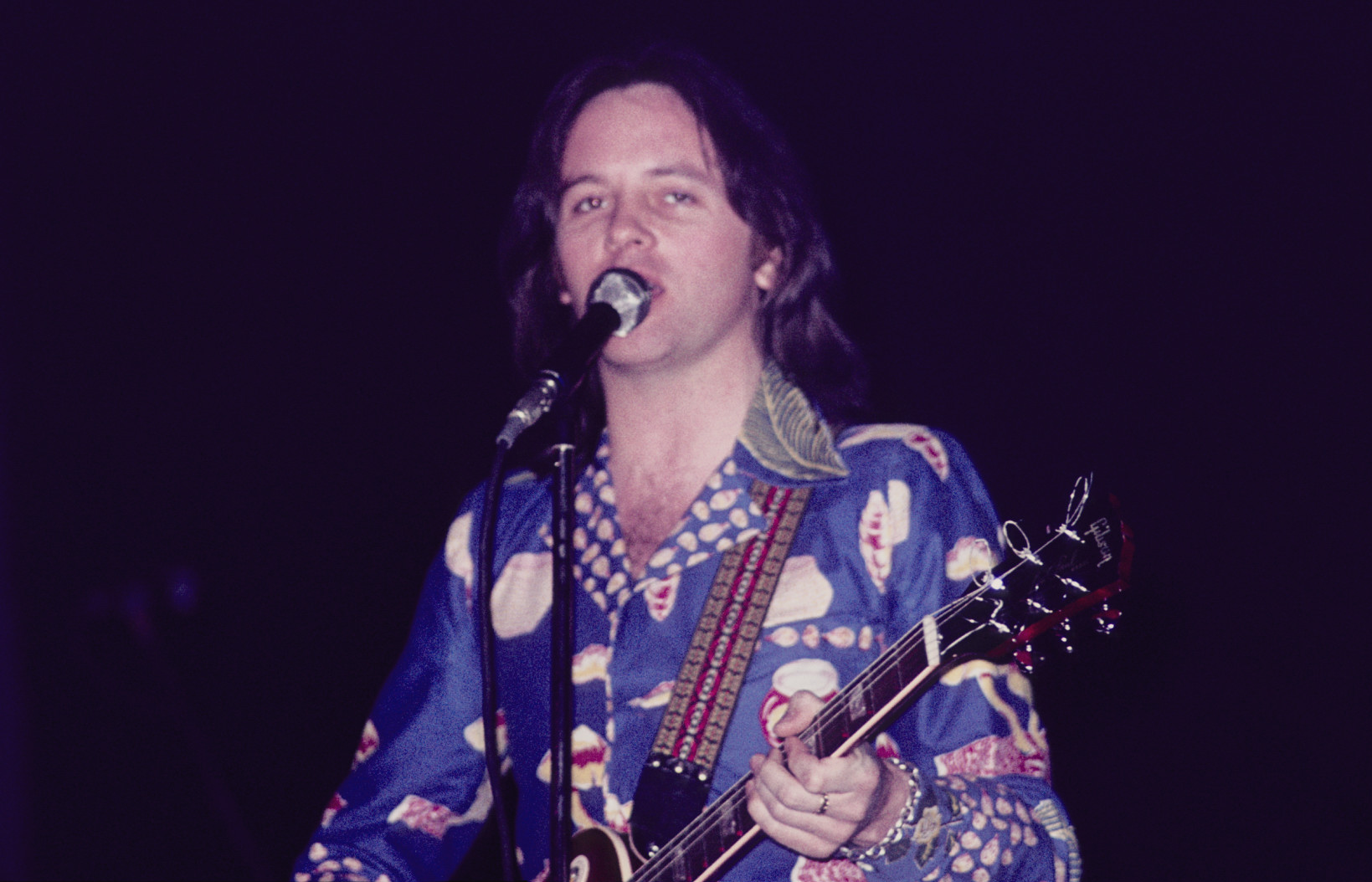
Eric Stewart, voce in Wine From The Water e Siren Song.

Wine From The WaterCantato da Eric Stewart è un brano molto ben curato nel mixaggio e la melodia molto gradevole è in stile Parsoniano. Parsons stesso suona il basso ed è il corista assieme a Bairnson.
BreakawayLa prima delle quattro strumentali dell'album è composta da Parsons, molto ben strutturata ha la base ritmica che ricorda vagamente I Robot dall'album omonimo del 1978.
Mr TimeCoautrice del brano, cantato da Jaqui Copland, è la cantante britannica Julie Driscoll. Dopo quasi quattro minuti il brano, entrato in una fase strumentale, sembra terminare, invece riprende con maggior vigore e la sovrapposizione progressiva di sempre più strumenti lo portano ad un finale con assolo di Bairnson.
JigueSecondo brano strumentale dove si percepisce appieno il tocco di Andrew Powell come coautore. Infatti lo stile riporta l'ascoltatore all'album del 1980 The Turn of a Friendly Card ed alla colonna sonora del film Ladyhawke.
I'm Talkin' To YouSecondo brano di Try Anything Once cantato da David Pack e con Alan Parsons alle chitarre acustiche. La melodia molto rock cambia atmosfera quando l'orchestra si ferma e rimane solo la voce di Pack. Nel brano, nei momenti più esaltanti, sono in quattro a suonare le chitarre, David Pack, Ian Bairnson, Alan Parsons e l'esordiente Jeremy Parsons, figlio di Alan e della prima moglie Smokey.
Siren SongIl brano, cantato da Eric Stewart, è molto rilassante e con le chitarre di Bairnson che seguono il cantato con la solita purezza e qualità garantita dall'ingegneria di Parsons. Volendo cercare un paragone nella produzione del Project la si potrebbe accostare a To One In Paradise, brano di chiusura dell'album Tales of Mystery and Imagination - Edgar Allan Poe del 1976.
DreamscapeTerzo brano strumentale che risulta molto soft ed etereo con le chitarre di Bairnson che si fondono con i sintetizzatori di Cottle. Di tutta la produzione strumentale Parsoniana risulta la più rilassante.
Back Against The WallCantata dalla new entry Chris Thompson il brano comincia in un finto soft, che appena si inseriscono le chitarre di Bairnson comincia ad esprimere un carattere molto rock. Il godibile brano rock va avanti fino al minuto 2.30 dove comincia un minuto strumentale, con Parsons che scatena tutta la sua inventiva, con un'inaspettata accelerazione di ritmo e repentini cambi di melodia che trasformano il brano che, con un iniziale sottofondo di traffico cittadino, aumenta di potenza con un magistrale assolo di chitarra elettrica di Bairnson.
Re-JigueQuarto brano strumentale dell'album, reprise della sesta traccia Jigue. Vi è un potente mix ed amalgama tra l'orchestra di Powell, che suona anche il pianoforte ed il basso, e le chitarre di Bairnson. Ottimo risveglio muscolare per fare da traino al brano di chiusura.
Oh Life (There Must Be More)Il brano, cantato da David Pack, segue i canoni del progressive e Parsons lo costella di effetti sonori speciali. Il brano diviene sempre più potente con anche Pack che innalza di molto il tono di voce e Bairnson che si distingue con gli assoli. Verso il quinto minuto il brano sembra prendere la strada per terminare ma come da marchio di fabbrica Parsons fa riprendere ancora più potenza sia al cantato che agli strumenti per raggiungere un'esaltazione che nel finale sembra cercare l'applauso nell'ascoltatore che ha appena sentito tutto l'album.

## Formazione

### Leader
- Alan Parsons – sintetizzatore (traccia 2,4,6,12), chitarre acustiche (traccia 5,7), basso (traccia 3), flauto (traccia 12), cori (traccia 2,3), autore testi e musica (traccia 3,4,6,9,11,12), ingegnere del suono, produttore

### Session Man
Cantanti
- David Pack – voce (traccia 1,7,12), sintetizzatore (traccia 12), chitarre (traccia 7,12), autore testi e musica (traccia 1,7,12)
- Eric Stewart – voce (traccia 3,8)
- Chris Thompson – voce (traccia 2,10)
- Jaqui Copland – voce (traccia 5), cori (traccia 2,10), autore testi e musica (traccia 5)

Musicisti
- Ian Bairnson – chitarre (traccia 1,2,3,4,5,6,8,9,10,11), chitarre armoniche (traccia 7), chitarra pedal steel (traccia 8), sintetizzatore (traccia 2,5,10), basso (traccia 2,4,8,10), chitarra elettrica, cori (traccia 2,3), autore testi e musica (traccia 2,3,8,10)
- Andrew Powell - sintetizzatore (traccia 1,6,7), basso (traccia 6,7,11), chitarra basso (traccia 1), pianoforte (traccia 5,11,12), pianoforte elettrico (traccia 3), autoharp (traccia 4), autore testi e musica (traccia 1,6,7,11)
- Stuart Elliott – batteria (traccia 1,2,3,4,5,6,7,8,10,11,12), sintetizzatore (traccia 5), autore testi e musica (traccia 5)
- Richard (Trix) Cottle – sintetizzatore (traccia 1,2,3,4,5,7,8,9,10), sassofono (traccia 4,6)
- Graham Preskett – violini (traccia 1), fiddle (traccia 6), mandolino (traccia 6)
- Jeremy Parsons[20] – chitarre (traccia 7)

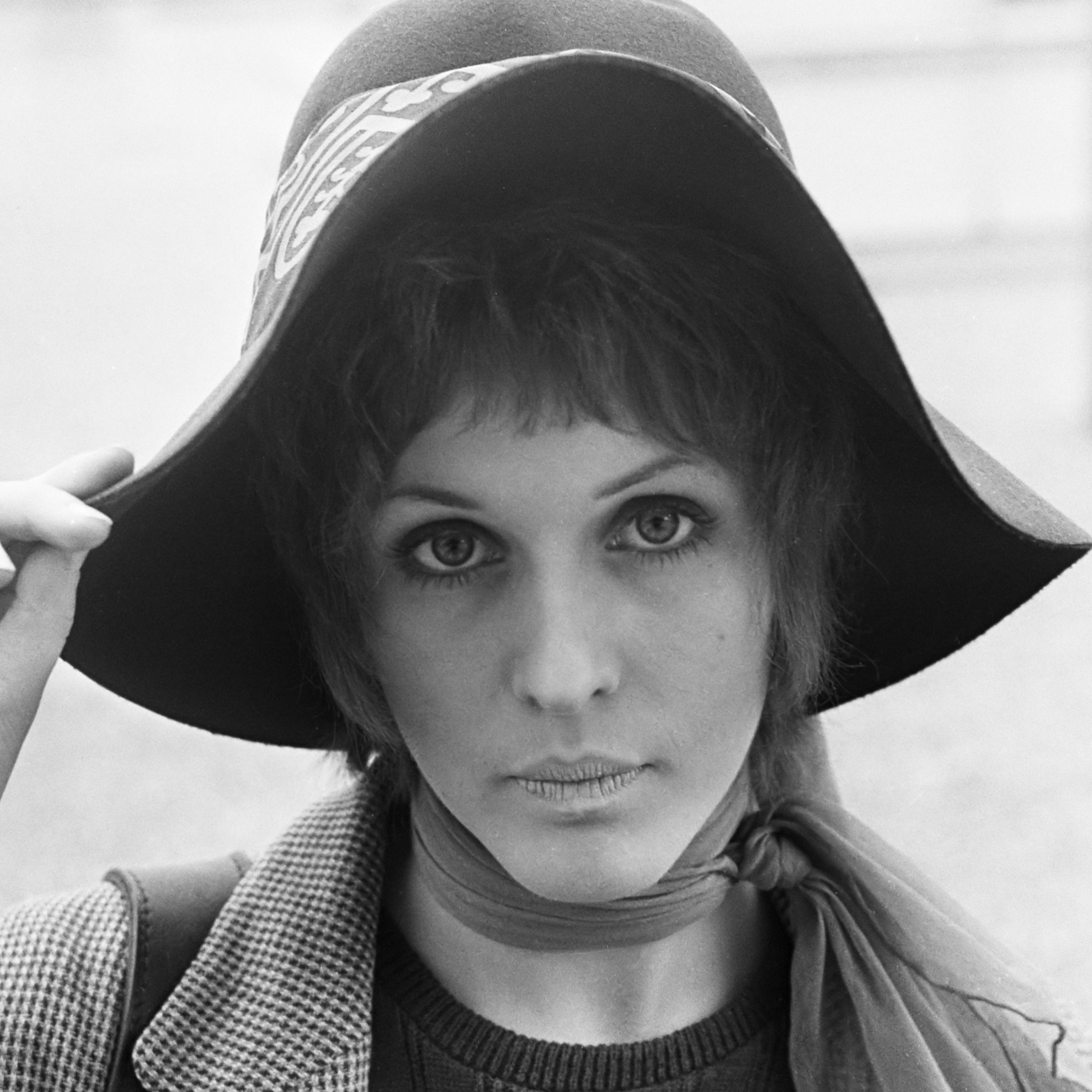
Julie Driscoll nel 1968. In Try Anything Once è coautrice del brano Mr Time.

- Julie Driscoll - autore testi e musica (traccia 5)
- Frank Musker - autore testi e musica (traccia 8)

Orchestra
- The Philharmonia Orchestra - arrangiata e diretta da Andrew Powell (traccia 11)
- Christopher Warren-Green - primo violino (traccia 11)

## Masterizzazione
Presso il Chop Em Out di Simon Heyworth a Londra.

## Registrazione
Registrato presso il Parsonics, lo studio di registrazione privato di Alan Parsons, nel Sussex in Inghilterra.

## Videoclip
Turn It Uppubblicato in contemporanea con l'uscita del disco il 26 ottobre 1993.

## Spot TV/CINEMA
Per la promozione dell'album viene realizzato un apposito spot per gli spazi pubblicitari televisivi e cinematografici.

## Edizioni
The Definitive CollectionIl 15 luglio 1997 viene pubblicata la raccolta del The Alan Parsons Project dal titolo The Definitive Collection, nel CD nº 2 sono presenti i brani Turn It Up e Re-Jigue.
Gold CollectionNel 1997 viene pubblicata la raccolta del The Alan Parsons Project dal titolo Gold Collection, nel CD nº 2 è presente il brano Turn It Up.
WorksIl 24 settembre 2002 viene pubblicata la raccolta del The Alan Parsons Project dal titolo Works, nel CD nº 2 sono presenti i brani Turn It Up e Re-Jigue.
Silence and I: The Very Best of The Alan Parsons ProjectIl 10 marzo 2003 viene pubblicata la raccolta in 3 CD del The Alan Parsons Project dal titolo Silence and I: The Very Best of The Alan Parsons Project, suddivisi nei tre CD vi sono ben sette brani tratti da Try Anything Once: Back Against The Wall, Wine From The Water, The Three Of Me, Turn It Up, Re-Jigue, Breakaway e Mr Time.

## Classifiche
| Nazione     | Miglior posizione in classifica | Settimane di permanenza |
| ----------- | ------------------------------- | ----------------------- |
| Svizzera    | 34º                             | 2                       |
| Paesi Bassi | 64º                             | 4                       |
| Germania    | 78º                             | 9                       |
| Stati Uniti | 122º                            | 4                       |